# Generoso Jiménez
Generoso Jiménez (ur. 1917, zm. 15 września 2007) – kubański puzonista, jedna z ważniejszych postaci latynoskiego jazzu. Był członkiem zespołów Orquesta Aragon i Chico O'Farrilla. Współpracował z Bennym Morem i Glorią Estefan przy jej albumie 90 Millas. Był autorem tekstu do piosenki "Que Bueno Baila Usted", znanej również jako "Generoso, que bueno toca usted". W 2002 r. uzyskał nominację do nagrody Grammy w kategorii muzyka latynoska. W 2003 r. opuścił Kubę i przeniósł się do Miami.